# Turdus obscurus
El zorzal rojigrís (Turdus obscurus) es una especie de ave paseriforme de la familia de los túrdidos. Se distribuye ampliamente en el este de Asia.

## Distribución y hábitat
Se reproduce en densos bosques de coníferas y taigas en el este de Siberia. En invierno migra al sursureste de Asia e Indonesia. Es un vagabundo raro en Europa Occidental. También se han producido avistamientos ocasionales en Israel y Australia. En España se han dado 5 observaciones de ejemplares divagantes: 2 en 2016 (Guipúzcoa y Castellón), 2017 (Navarra) y 2018 y 2020 (ambas en la provincia de Cádiz).
Está clasificado como de preocupación menor por la IUCN, debido a su amplia gama de distribución.

## Descripción
Mide aproximadamente 22 cm de largo. Tiene la espalda y la cabeza gris con una raya negra desde el ojo hasta el pico y una raya blanca encima de la ceja. El pecho es de color naranja pálido, los flancos marrones y el vientre casi blanco. Macho y hembra son similares en apariencia. Los pájaros jóvenes tienen la cabeza de color marrón.
Anida en árboles poniendo de 4 a 6 huevos en un nido limpio. Las aves migratorias y aves invernantes suelen formar pequeños grupos. Es omnívoro, comiendo una amplia variedad de insectos, lombrices de tierra y bayas.